# Loudoun Valley
Loudoun Valley ist ein kleines, aber historisch wichtiges Tal in Loudoun County, im Nordwesten Virginias.

## Geographie
Das grüne, ertragreiche Tal liegt zwischen dem Catoctin Mountain und den Bull Run Mountains im Osten und den Blue Ridge Mountains im Westen. Es streckt sich 12 bis 19 Kilometer in die Breite aus. Die bedeutendsten Wasserläufe sind der Goose Creek, Panther Skin Run und der Little River. Die Hauptstraße durch das Tal ist die U.S. Route 50, die von Aldie im Osten nach Ashby's Gap im Westen verläuft. Die Höhenlage des Loudoun Valley reicht von 105 m bis 220 m. Das Klima in der Region ist subtropisch feucht, mit jährlichen Niederschlagsmengen von 1000 bis 1300 mm und einer Jahresdurchschnittstemperatur zwischen 10 und 13 °C. Eine Region des Loudoun Valleys ist außerdem auch noch Between the Hills. Sie beschreibt das Gebiet des Loudoun Valley westlich des Short Hill Mountain und östlich der Blue Ridge Mountains.

## Geschichte
Nach dem Vertrag von Albany im Jahr 1722, der den Indianerstämmen vorschrieb, westlich der Blue Ridge Mountains zu bleiben, begannen Siedler langsam in das Loudoun Valley zu ziehen. Das Gebiet wurde zu einem führenden Zentrum für Landwirtschaft, speziell Weizen, Hafer, Roggen und Mais. Viele der Einwohner, die sich früh angesiedelt hatten, waren Einwanderer aus dem südlichen Pennsylvania: Quäker, Schotten aus Nordirland und Deutsche, die Interesse hatten, kleine Farmen zu gründen. Die Quäker hatten einen beträchtlichen Einfluss im mittleren Loudoun Valley und siedelten sich in und um die Gemeinden Waterford, Hillsboro, Goose Creek (heutzutage Lincoln) und Unison an. Ihre Steinbauten sind eine große Besonderheit der Landschaft in Loudoun. Deutsche siedelten sich im nördlichen Teil des Loudoun Valley an, speziell im Gebiet um Lovettsville, wo sie eine Vielzahl an Blockhäusern als architektonisches Vermächtnis hinterließen. Zum Unterschied der Siedler im Osten des Tals, glaubten keine dieser Gruppen an Sklaverei, folglich führten sie eine Division ein, die in den Jahren bis zum Sezessionskrieg bedeutend werden würden.
Während des Sezessionskrieges fanden im Loudoun Valley beträchtliche Kämpfe statt, speziell in den Jahren 1862 und 1863. Während des Gettysburg-Feldzugs fanden eine Reihe von Kavalleriezusammenstößen zwischen James Ewell Brown Stuart und Alfred Pleasonton bei Aldie, Middleburg, Goose Creek und Upperville statt. Stuart konnte die Bundesarmee erfolgreich davon abhalten, das angrenzende Shenandoah Valley zu betreten und Robert E. Lees Hauptarmee zu entdecken.
Nach dem Krieg blieb die Region eine Hauptquelle für landwirtschaftliche Produkte. Die Landwirtschaft blieb die Hauptbeschäftigung für einige Generationen. Heutzutage sind Teile des landschaftlichen Gebiets von Stadtausbreitungen bedroht.